# Sferofachia
La sferofachia è una malformazione congenita dell'occhio, caratterizzata da un cristallino di forma sferica e associata ad aplasia dell'apparato zonulare di Zinn.
Può manifestarsi nella sindrome di Weill-Marchesani, nella sindrome di Marfan e nella sindrome di Alport.